# Metralladora pesant Tipus 3
La metralladora pesant Tipus 3 (del japonès: 三年式重機関銃, San-nen-shiki juu-kikanjuu), també coneguda com a metralladora Taishō 14, era una metralladora pesant de l'Imperi Japonès refrigerada per aire, que va entrar en servei l'any 1914.
La Tipus 3 seria millorada l'any 1932, incrementant el calibre de la munició a 7,7 mm, donant lloc a la metralladora pesant Tipus 92. Tots dos models es farien servir durant la Segona Guerra Mundial, sovint causant problemes logístics.

## Disseny
La metralladora pesant Tipus 3 estava basada en el model francès Hotchkiss de 1897. Tot i que la Hotchkiss utilitzava munició de 8mm, a partir de 1914, l'Imperi Japonès va començar a fabricar les seves Hotchkiss sota llicència, denominant-les Tipus 3. Aquestes metralladores utilitzaven munició de 6,5x50mm Arisaka.

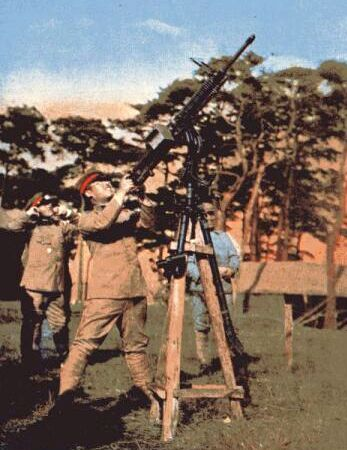
Una Metralladora Pesant Tipus 3 en un trípode antiaeri fet a mà.

Utilitzava una cinta metàl·lica de 30 bales amb una cadència de tir d'entre 400 i 450 bales/minut, amb una velocitat inicial de 740 m/s. Amb el trípode, l'arma podia ser utilitzada com a arma antiaèria, i podien ser utilitzades mires antiaèries específiques per a aquest ús.

## Usuaris
- República de la Xina: Comprades per a l'Exèrcit de Chang Tso-lin's Fegntian.[4]
- Imperi Japonès[5]